# Редин, Владимир Иванович
Владимир Иванович Редин (16 августа 1952, Красноармейск, Московская область, СССР — 17 марта 1993, Москва, Россия) — советский футболист, полузащитник. Мастер спорта СССР (1973).

## Биография
Воспитанник ДСШ Мособлоно Мытищи. Выступал в «Труде» (Красноармейск) — 1969, «Спартаке» (Москва) — 1969-74, 1976, «Нистру» (Кишинёв) — 1975, «Искре» (Смоленск) — 1977-78, «Крыльях Советов» (Куйбышев) — 1979, «Ургенче» (вместе с Валерием Зенковым) — 1979, «Моторе» (Веймар, ГДР) — 1980-81, «Красном Октябре» (Москва) — 1983-84.
В чемпионатах СССР 91 матч, 12 голов. За московский «Спартак» провёл 121 матч, забил 16 мячей.
Скончался 17 марта 1993 года в Москве. Похоронен на 40-м участке подмосковного Долгопрудненского (Центрального) кладбища.

## Достижения
- Серебряный призёр чемпионата СССР: 1974
- Бронзовый призёр чемпионата СССР: 1970
- Финалист Кубка СССР: 1972

## Клубная статистика
| Выступление      | Выступление      | Выступление      | Лига | Лига | Кубок | Кубок | Еврокубок | Еврокубок | Итого | Итого |
| Клуб             | Лига             | Сезон            | Игры | Голы | Игры  | Голы  | Игры      | Голы      | Игры  | Голы  |
| ---------------- | ---------------- | ---------------- | ---- | ---- | ----- | ----- | --------- | --------- | ----- | ----- |
| Спартак (Москва) | высшая           | 1970             | 2    | 0    | 1     | 0     | —         | —         | 3     | 0     |
| Спартак (Москва) | высшая           | 1971             | 5    | 4    | —     | —     | 1         | 0         | 6     | 4     |
| Спартак (Москва) | высшая           | 1972             | 27   | 3    | 10    | 1     | 4         | 2         | 41    | 6     |
| Спартак (Москва) | высшая           | 1973             | 30   | 3    | 6     | 0     | 2         | 0         | 38    | 3     |
| Спартак (Москва) | высшая           | 1974             | 9    | 0    | 4     | 1     | 1         | 0         | 14    | 1     |
| Спартак (Москва) | высшая           | 1976в            | 7    | 1    | 1     | 0     | —         | —         | 8     | 1     |
| Спартак (Москва) | высшая           | 1976о            | 11   | 1    | —     | —     | —         | —         | 11    | 1     |
| Спартак (Москва) | Итого            | Итого            | 91   | 12   | 22    | 2     | 7         | 2         | 120   | 16    |
| Нистру           | первая           | 1975             | 19   | 2    | —     | —     | —         | —         | 19    | 2     |
| Нистру           | Итого            | Итого            | 19   | 2    | —     | —     | —         | —         | 19    | 2     |
| Искра (Смоленск) | вторая           | 1977             | 38   | 12   | —     | —     | —         | —         | 38    | 12    |
| Искра (Смоленск) | вторая           | 1978             | 43   | 6    | —     | —     | —         | —         | 43    | 6     |
| Искра (Смоленск) | Итого            | Итого            | 81   | 18   | —     | —     | —         | —         | 81    | 18    |
| Крылья Советов   | высшая           | 1979             | —    | —    | 4     | 0     | —         | —         | 4     | 0     |
| Крылья Советов   | Итого            | Итого            | —    | —    | 4     | 0     | —         | —         | 4     | 0     |
| Мотор (Веймар)   | staffel E        | 1979/80          | 8    | 1    | —     | —     | —         | —         | 8     | 1     |
| Мотор (Веймар)   | staffel E        | 1980/81          | 10   | 2    | —     | —     | —         | —         | 10    | 2     |
| Мотор (Веймар)   | Итого            | Итого            | 18   | 3    | —     | —     | —         | —         | 18    | 3     |
| Всего за карьеру | Всего за карьеру | Всего за карьеру | 209  | 35   | 26    | 2     | 7         | 2         | 242   | 39    |